# Mark Pritchard (Musiker)

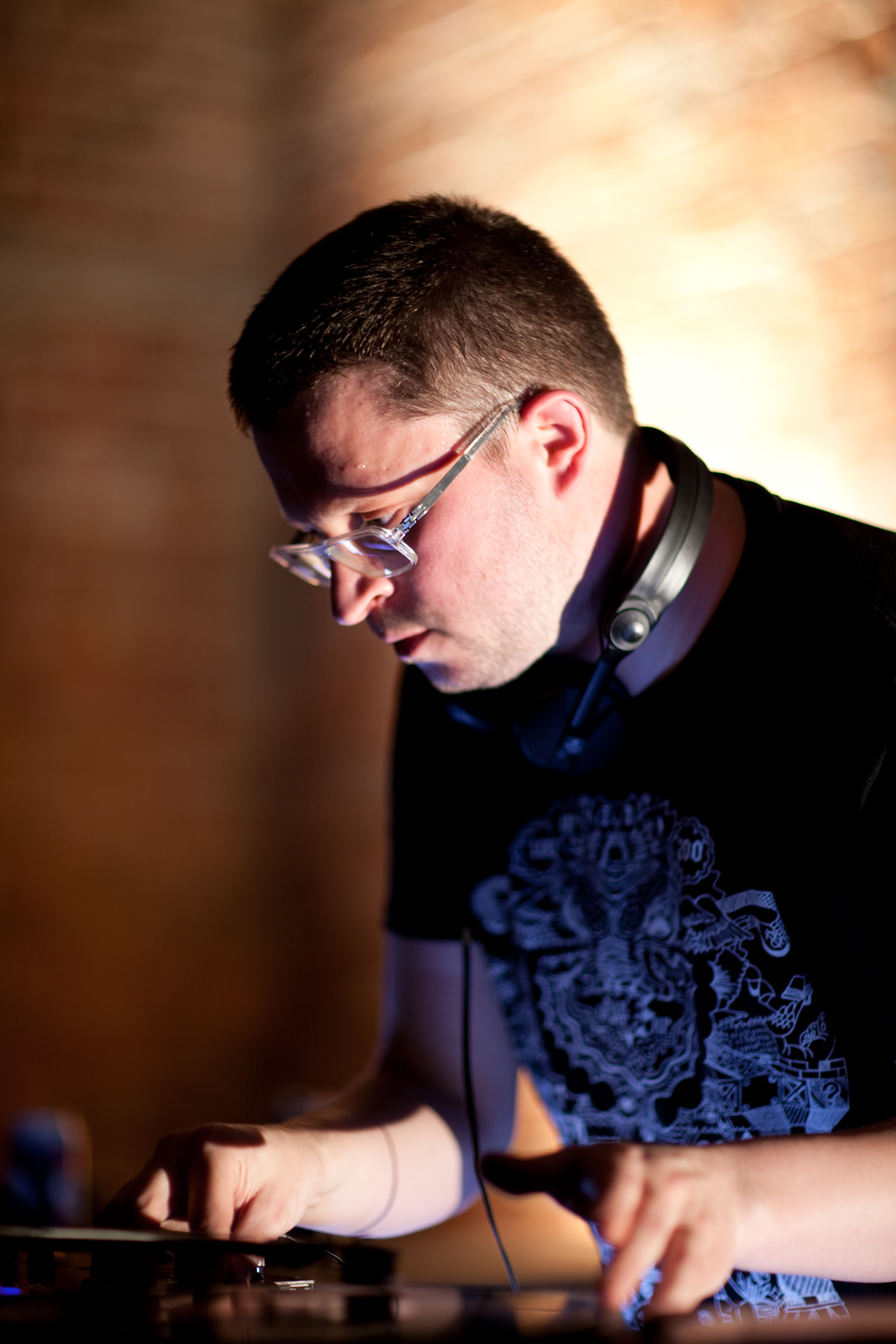
Mark Pritchard (2009)

Mark Pritchard  (* 1971 in Taunton, Somerset) ist ein britischer Musiker, DJ und Labelbetreiber, der auch unter Pseudonymen wie Harmonic 313, Troubleman, Link oder N.Y. Connection bekannt wurde. Seit dem Jahr 2013 veröffentlicht er nur noch unter seinem bürgerlichen Namen. Gemeinsam mit dem Musiker Tom Middleton veröffentlichte er seit 1992 unter Projektnamen wie Global Communication, Jedi Knights, Link & E621 und Reload mehrere Alben und Singles.

## Leben
Pritchard veröffentlichte ab Anfang der 1990er Jahre erste Solo-Produktionen unter dem Projektnamen Link. Einem größeren Hörerkreis wurde er durch seine Zusammenarbeit mit dem Musiker Tom Middleton bekannt. Zunächst veröffentlichten beide unter dem Projektnamen Reload, einem früheren Soloprojekt Pritchards. Auf den ersten gemeinsamen Veröffentlichungen wie The Reload EP oder The Biosphere EP wurden die gemeinsam produzierten Stücke noch als Reload & E621 gekennzeichnet. Bald jedoch wurde Middleton fester Teil des Projekts und das Album A Collection Of Short Stories erschien 1993 nur noch unter dem Namen Reload. 1993 gründeten beiden das Label Universal Language. 
Das Duo begründete zu dieser Zeit auch das Ambient-Projekt Global Communication, das vor allem durch das 1994 auf Dedicated erschienene Album 76:14 bekannt wurde. Das Album erhielt überwiegend positive Kritiken. So wurde es vom Guardian als „unergründlich wunderschönes, zeitloses Meisterstück“ bezeichnet und in die Liste 1000 Albums to Hear Before You Die aufgenommen.
Pritchard und Middleton wandten sich 1995 mit dem Projekt Jedi Knights dem Electro zu. Im gleichen Jahr erschien die Single May The Funk Be With You auf Clear und 1996 das Album New School Science auf Evolution. Zwischen 1997 und 1999 folgten noch drei weitere Singles als Jedi Knights. Gemeinsam mit Dave Brinkworth gründete er 1998 das Drum-and-Bass-Projekt Use Of Weapons. Ebenfalls mit Brinkworth veröffentlicht er seither unter dem Namen Harmonic 33 Downbeat- und Trip-Hop-Musik. Seit 2001 veröffentlicht Pritchard solo auch als Troubleman und seit 2008 als Harmonic 313. Im Jahr 2006 erschien mit Evolution ein neues Album des Projekts Reload.
Seit dem Jahr 2013 benutzt Pritchard seine zahlreichen Pseudonyme nicht mehr und veröffentlicht seither nur noch unter seinem bürgerlichen Namen. 2016 erschien auf Warp Records sein Album Under The Sun, dem 2018 das Album The Four Worlds folgte. In Zusammenarbeit mit Thom Yorke entstand das Album Tall Tales, das 2025 ebenfalls auf Warp Records erschien und in mehreren Ländern die Album-Charts erreichte.
Der ursprünglich aus Großbritannien stammende Pritchard lebt mittlerweile im australischen Sydney.

## Diskographie (Auswahl)

### Alben
- 2004: Kirsty Hawkshaw & Mark Pritchard – Ambient Vocals (Noise Pump Music)
- 2004: Troubleman – Time Out of Mind (Far Out Recordings)
- 2005: Troubleman – The First Phase (Far Out Recordings)
- 2009: Harmonic 313 – When Machines Exceed Human Intelligence (Warp Records)
- 2013: Mark Pritchard – Lock Off (Compilation, Beat Records)
- 2016: Mark Pritchard – Under The Sun (Warp Records)
- 2018: Mark Pritchard – The Four Worlds (Warp Records)
- 2025: Mark Pritchard & Thom Yorke – Tall Tales (Warp Records)

### Singles & EPs
- 1992: Reload – The Reload EP (Evolution / Universal Language Productions)
- 1992: Link – The First Link EP (Evolution / Universal Language Productions)
- 1993: Link – The Augur (Symbiotic)
- 1993: N.Y. Connection – In Front - Wan' It? (High Resolution Records)
- 1996: N.Y. Connection – Bless The Funk (Evolution / Universal Language Productions)
- 2001: Link – Amenity (Dawn)
- 2001: Troubleman – Messenger / The Essence (Far Out Recordings)
- 2002: Troubleman – Where We Stand (Far Out Recordings)
- 2002: Troubleman – Strike Hard (Far Out Recordings)
- 2003: Troubleman – Change Is What We Need (Progress) (Far Out Recordings)
- 2005: Troubleman feat. Steve Spacek – Without You (Waajeed's Flash Gordon Remix) (Far Out Recordings)
- 2006: Baby Ford + Eon / Link – Dead Eye / Amenity (Plus 8)
- 2007: Mark Pritchard & Steve Spacek – Turn It On (Sonar Kollektiv)
- 2008: Harmonic 313 – Dirtbox (Warp Records)
- 2009: Harmonic 313 – EP1. (Warp Records)
- 2009: Harmonic 313 – Battlestar (Warp Records)
- 2009: Mark Pritchard – ? / The Hologram (Ho Hum Records)
- 2009: Mark Pritchard feat. Om'mas Keith – Wind It Up (Hyperdub)
- 2010: Mark Pritchard – Elephant Dub / Heavy As Stone (Deep Medi Musik)
- 2011: Pritch & Trim – Stereotype (Planet Mu)
- 2012: Wiley / Mark Pritchard – Scar (Big Dada Recordings)
- 2012: Harmonic 313 – Lion (Warp Records)
- 2013: Mark Pritchard – Ghosts (Warp Records)
- 2013: Mark Pritchard – Make A Livin’ (Warp Records)
- 2013: Mark Pritchard – Lock Off (Warp Records)
- 2014: Mark Pritchard – Untitled  (MP)
- 2016: Mark Pritchard / Bibio / Clark – A Badman Sound / Heath Town / Inf Inf Inf Inf (Warp Records)
- 2016: Mark Pritchard – Beautiful People (Warp Records)
- 2018: Mark Pritchard – Parkstone Melody II (Warp Records)
- 2025: Mark Pritchard & Thom Yorke – Back In The Game (Warp Records)

### Remixe
- 1999: Cosmos – Summer In Space (Mark Pritchard Mix) (Blue Island)
- 1999: The Orb – Stereo (M. Pritchard Remix) (Island Records)
- 2000: Azymuth – Pieces Of Ipanema (Mark Pritchard Mix) (Far Out Recordings)
- 2002: Nightmares on Wax – Know My Name (Mark Pritchard Mix) (Warp Records)
- 2009: DJ Mujava – Township Funk (Mark Pritchard's Version Excursion) (Warp Records)
- 2011: Radiohead – Bloom (Harmonic 313 Rmx) (XL Recordings)
- 2012: Bonobo – Stay The Same (Mark Pritchard Remix) (Ninja Tune)
- 2013: The Orb – Once More (Mark Pritchard Mix) (Universal Music)
- 2015: µ-Ziq – 3 Time Egg (Mark Pritchard Mix) (µ-Ziq Self-released)
- 2019: Thom Yorke – Not The News (Mark Pritchard Remix) (XL Recordings)